# Malaincourt
Pour l’article ayant un titre homophone, voir Malincourt.
Malaincourt est une commune française située dans le département des Vosges en région Grand Est.

## Géographie
La commune est à 2,3 km de Aingeville, 2,7 de Médonville et 3,6 de Vaudroncourt.

### Sismicité
Commune située dans une zone 1 de sismicité très faible.

### Hydrographie et les eaux souterraines
Hydrogéologie et climatologie : Système d’information pour la gestion des eaux souterraines du bassin Rhin-Meuse :
Territoire communal : Occupation du sol (Corinne Land Cover); Cours d'eau (BD Carthage),
Géologie : Carte géologique; Coupes géologiques et techniques,
 Hydrogéologie : Masses d'eau souterraine; BD Lisa; Cartes piézométriques.

#### Réseau hydrographique
La commune est située dans le bassin versant de la Meuse au sein du bassin Rhin-Meuse. Elle est drainée par l'Anger, le ruisseau de l'Etang de Bulgneville et le ruisseau de Maizoy,.
L'Anger, d'une longueur totale de 27,9 km, prend sa source dans la commune de Dombrot-le-Sec et se jette  dans le Mouzon en limite de Circourt-sur-Mouzon et de Pompierre, après avoir traversé onze communes.

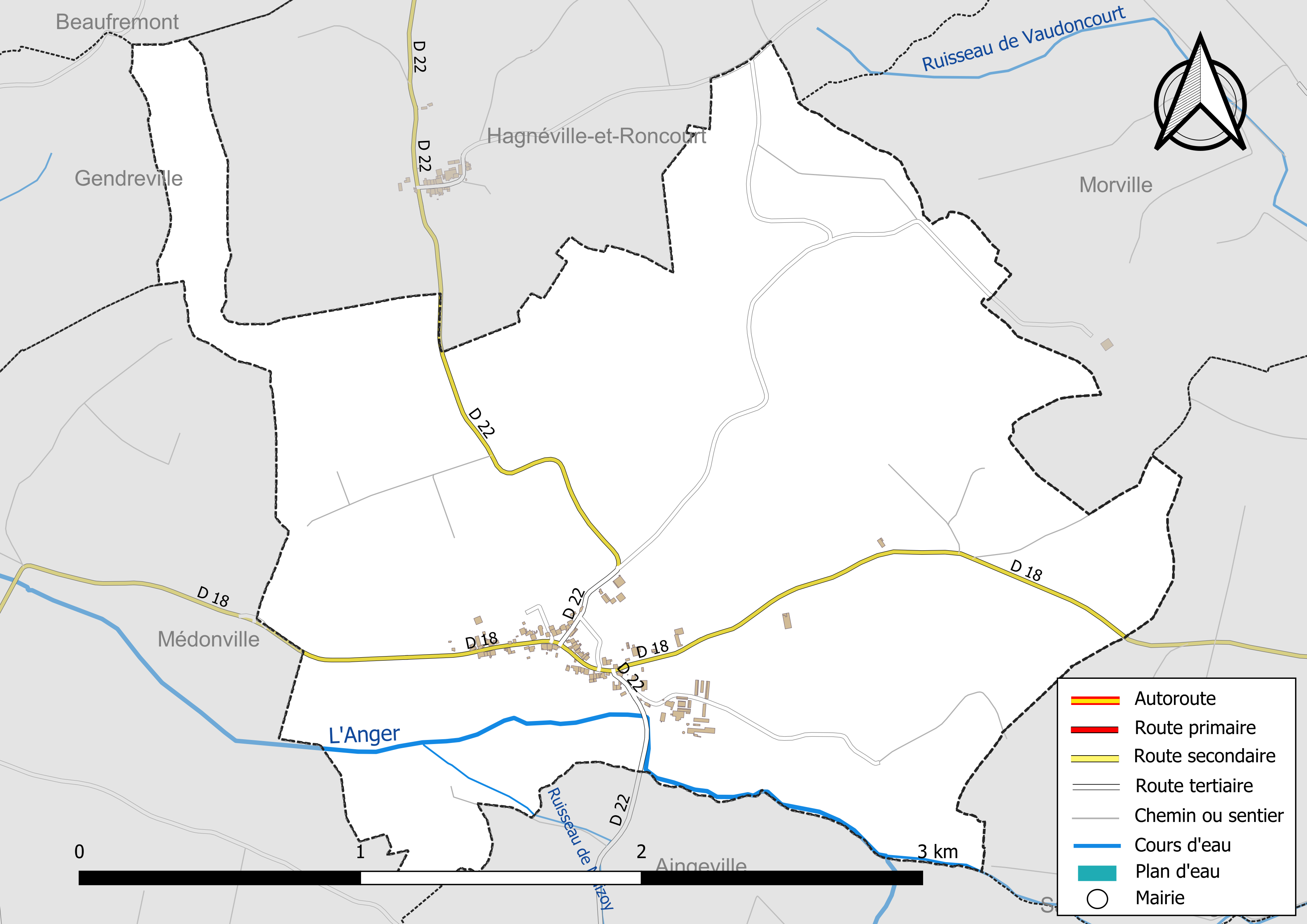
Réseaux hydrographique et routier de Malaincourt.

#### Gestion et qualité des eaux
Le territoire communal est couvert par le schéma d'aménagement et de gestion des eaux (SAGE) « Nappe des Grès du Trias Inférieur ». Ce document de planification, dont le territoire comprend le périmètre de la zone de répartition des eaux de la nappe des Grès du trias inférieur (GTI), d'une superficie de 1 497 km2,  est en cours d'élaboration. L’objectif poursuivi est de stabiliser les niveaux piézométriques de la nappe des GTI et atteindre l'équilibre entre les prélèvements et la capacité de recharge de la nappe. Il doit être cohérent avec les objectifs de qualité définis dans les SDAGE Rhin-Meuse et Rhône-Méditerranée. La structure porteuse de l'élaboration et de la mise en œuvre est le conseil départemental des Vosges.
La qualité des eaux de baignade et des cours d’eau peut être consultée sur un site dédié géré par les agences de l’eau et l’Agence française pour la biodiversité.

### Climat
Pour des articles plus généraux, voir Climat du Grand Est et Climat des Vosges.
En 2010, le climat de la commune est de type climat de montagne, selon une étude du Centre national de la recherche scientifique s'appuyant sur une série de données couvrant la période 1971-2000. En 2020, Météo-France publie une typologie des climats de la France métropolitaine dans laquelle la commune est exposée à un climat océanique altéré et est dans la région climatique  Lorraine, plateau de Langres, Morvan, caractérisée par un hiver rude (1,5 °C), des vents modérés et des brouillards fréquents en automne et hiver. 
Pour la période 1971-2000, la température annuelle moyenne est de 9,5 °C, avec une amplitude thermique annuelle de 16,9 °C. Le cumul annuel moyen de précipitations est de 969 mm, avec 13,3 jours de précipitations en janvier et 9,3 jours en juillet. Pour la période 1991-2020, la température moyenne annuelle observée sur la station météorologique de Météo-France la plus proche, « St Ouen-lès-Parey_sapc », sur la commune de Saint-Ouen-lès-Parey à 4 km à vol d'oiseau, est de 10,0 °C et le cumul annuel moyen de précipitations est de 806,8 mm. 
La température maximale relevée sur cette station est de 39,4 °C, atteinte le 25 juillet 2019 ; la température minimale est de −22 °C, atteinte le 20 décembre 2009,,. 
Les paramètres climatiques de la commune ont été estimés pour le milieu du siècle (2041-2070) selon différents scénarios d'émission de gaz à effet de serre à partir des nouvelles projections climatiques de référence DRIAS-2020. Ils sont consultables sur un site dédié publié par Météo-France en novembre 2022.

## Urbanisme

### Typologie
Au 1er janvier 2024, Malaincourt est catégorisée commune rurale à habitat dispersé, selon la nouvelle grille communale de densité à sept niveaux définie par l'Insee en 2022.
Elle est située hors unité urbaine. Par ailleurs la commune fait partie de l'aire d'attraction de Vittel - Contrexéville, dont elle est une commune de la couronne,. Cette aire, qui regroupe 72 communes, est catégorisée dans les aires de moins de 50 000 habitants,.

### Occupation des sols
L'occupation des sols de la commune, telle qu'elle ressort de la base de données européenne d’occupation biophysique des sols Corine Land Cover (CLC), est marquée par l'importance des territoires agricoles (80,1 % en 2018), en diminution par rapport à 1990 (85,2 %). La répartition détaillée en 2018 est la suivante : 
prairies (79,2 %), forêts (14,8 %), zones urbanisées (5,1 %), terres arables (0,9 %). L'évolution de l’occupation des sols de la commune et de ses infrastructures peut être observée sur les différentes représentations cartographiques du territoire : la carte de Cassini (XVIIIe siècle), la carte d'état-major (1820-1866) et les cartes ou photos aériennes de l'IGN pour la période actuelle (1950 à aujourd'hui).

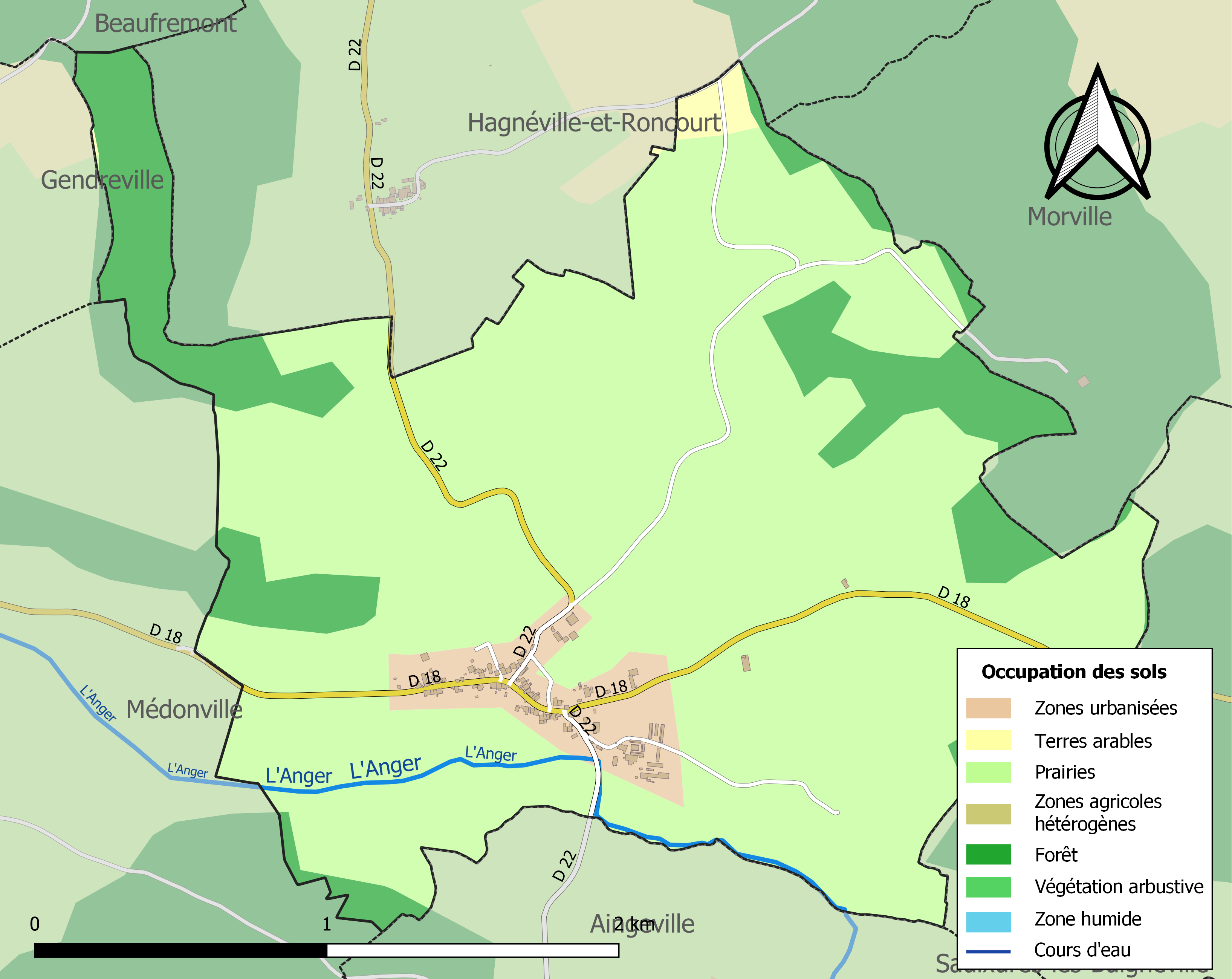
Carte des infrastructures et de l'occupation des sols de la commune en 2018 (CLC).

## Toponymie
Le nom de la localité est attesté sous les formes Capella Morleni curtis (1044) ; Morincourt (1116) ; Morincurt (1179) ; De Morinicurte (XIe ou XIIe siècle) ; Morlencourt (1259) ; Mollaincort (1302) ; Mallaincourt (1332) ; Maillaincourt (1332) ; Malincourt (1485) ; Molaincourt (1494) ; Malaincourt (1553) ; Maillancourt (1576) ; Mollemont (1594) ; Molaincour (1656) ; Malini curia (1768) ; Malaincourt-sous-Beauffremont (1779) ; Malaincourt-la-Petite (XVIIIe siècle) ; Malaincourt ou Malaincourt-la-Petite (1859).

## Histoire
Le lieu est fréquenté depuis des temps immémoriaux. On y a découvert des vestiges préhistoriques et antiques. La présence romaine est attestée par un autel, une statuette et des bronzes.
Sous l'Ancien Régime Malaincourt  faisait partie de l'ancien duché de Bar, dépendait de la baronnie de Beaufremont et du bailliage de Neufchâteau.
Son église, dédiée à saint Laurent, était annexe de Médonville. Le curé percevait un tiers des dîmes ; l’abbé de Saint-Èvre, les deux autres tiers. Le patronage de l’église était confié au seigneur du lieu.
La commune de Malaincourt à souffert du siège de la Mothe, dont elle n'est éloignée que de six kilomètres, des pierres de l ancienne citadelles ont servie à la construction des certaines bâtisses de la commune .

Une enclave d’Aingeville, le Bois-de-Sicherey, a été rattachée à la commune de Malaincourt en 1837.

## Politique et administration
| Période                                  | Période                       | Identité          | Étiquette | Qualité |
| ---------------------------------------- | ----------------------------- | ----------------- | --------- | ------- |
| Les données manquantes sont à compléter. |                               |                   |           |         |
| 1964                                     | mars 2001                     | Maurice Champagne |           |         |
| mars 2001                                | mars 2008                     | Pascal Nicolas    | SE        |         |
| mars 2008                                | En cours (au 18 février 2015) | Daniel Depernet   |           |         |

### Budget et fiscalité 2022

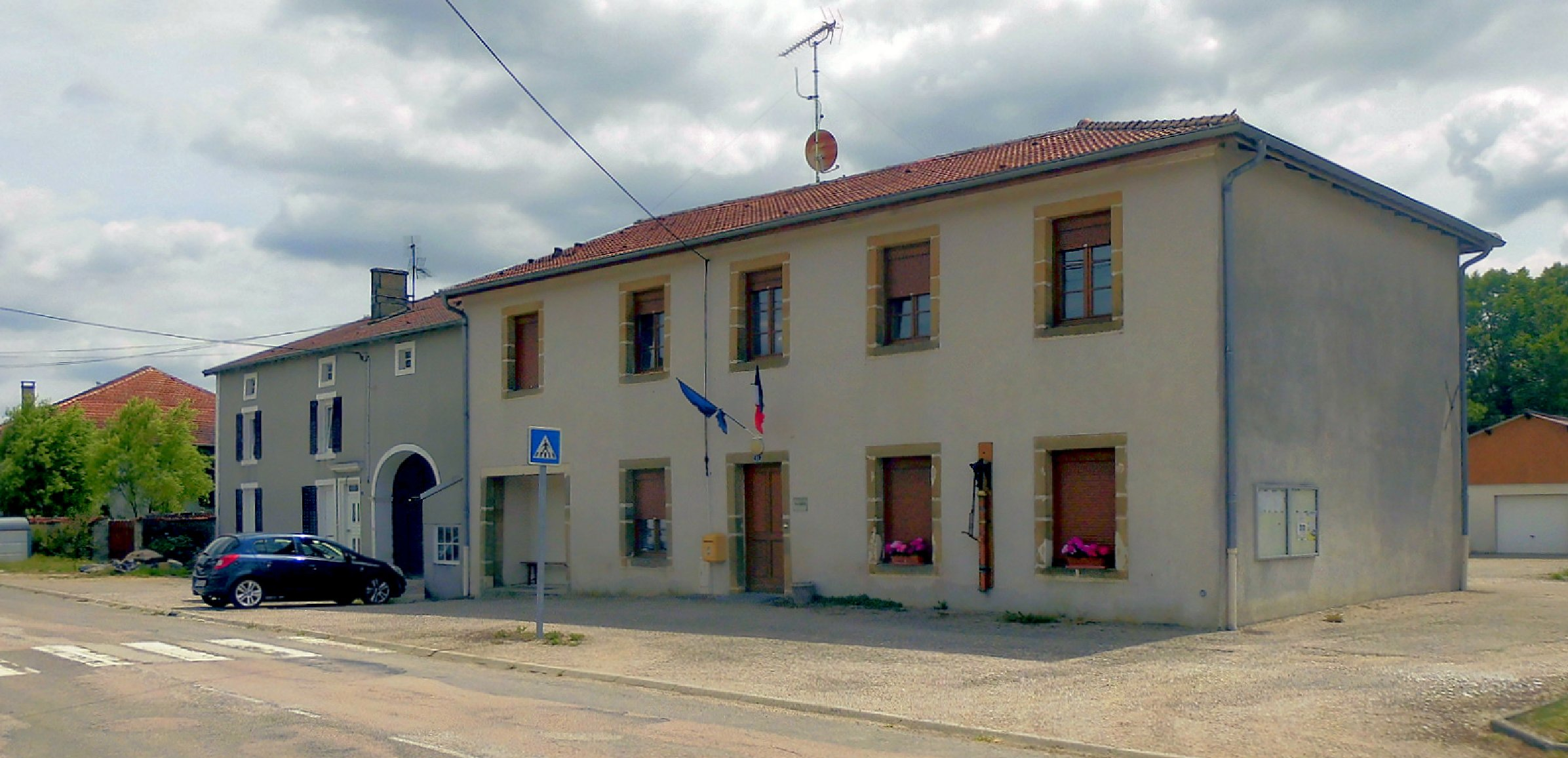
La mairie.

En 2022, le budget de la commune était constitué ainsi :
- total des produits de fonctionnement : 81 000 €, soit 980 € par habitant ;
- total des charges de fonctionnement : 62 000 €, soit 752 € par habitant ;
- total des ressources d'investissement : 14 000 €, soit 174 € par habitant ;
- total des emplois d'investissement : 16 000 €, soit 197 € par habitant ;
- endettement : 22 000 €, soit 265 € par habitant.

Avec les taux de fiscalité suivants :
- taxe d'habitation : 17,24 % ;
- taxe foncière sur les propriétés bâties : 36,46 % ;
- taxe foncière sur les propriétés non bâties : 18,44 % ;
- taxe additionnelle à la taxe foncière sur les propriétés non bâties : 38,75 % ;
- cotisation foncière des entreprises : 15,02 %.

Chiffres clés Revenus et pauvreté des ménages en 2021 : médiane en 2021 du revenu disponible, par unité de consommation.

## Population et société

### Démographie

#### Évolution démographique
L'évolution du nombre d'habitants est connue à travers les recensements de la population effectués dans la commune depuis 1793. Pour les communes de moins de 10 000 habitants, une enquête de recensement portant sur toute la population est réalisée tous les cinq ans, les populations de référence des années intermédiaires étant quant à elles estimées par interpolation ou extrapolation. Pour la commune, le premier recensement exhaustif entrant dans le cadre du nouveau dispositif a été réalisé en 2007.

En 2022, la commune comptait 80 habitants, en évolution de −9,09 % par rapport à 2016 (Vosges : −2,96 %, France hors Mayotte : +2,11 %).
| 1793 | 1800 | 1806 | 1821 | 1831 | 1836 | 1841 | 1846 | 1856 |
| ---- | ---- | ---- | ---- | ---- | ---- | ---- | ---- | ---- |
| 259  | 272  | 307  | 357  | 341  | 323  | 328  | 336  | 268  |

| 1861 | 1866 | 1876 | 1881 | 1886 | 1891 | 1896 | 1901 | 1906 |
| ---- | ---- | ---- | ---- | ---- | ---- | ---- | ---- | ---- |
| 268  | 242  | 218  | 220  | 202  | 224  | 198  | 186  | 176  |

| 1911 | 1921 | 1926 | 1931 | 1936 | 1946 | 1954 | 1962 | 1968 |
| ---- | ---- | ---- | ---- | ---- | ---- | ---- | ---- | ---- |
| 155  | 131  | 121  | 132  | 122  | 117  | 117  | 126  | 119  |

| 1975 | 1982 | 1990 | 1999 | 2006 | 2007 | 2012 | 2017 | 2022 |
| ---- | ---- | ---- | ---- | ---- | ---- | ---- | ---- | ---- |
| 112  | 100  | 93   | 93   | 90   | 90   | 97   | 85   | 80   |

### Enseignement
Établissements d'enseignements : 
- Écoles maternelles et primaires à Saint-Ouen-lès-Parey, Bulgnéville, Vrécourt, Landaville, Mandres-sur-Vair, Circourt-sur-Mouzon.
- Collèges à Mandres-sur-Vair, Châtenois, Contrexéville, Vittel, Bourmont-entre-Meuse-et-Mouzon.
- Lycées à Mandres-sur-Vair, Contrexéville, Neufchâteau.

### Santé
Professionnels et établissements de santé :
- Médecins à Bulgnéville, Vrécourt, Châtenois, Contrexéville, Martigny-les-Bains.
- Pharmacies à Bulgnéville, Vrécourt, Châtenois, Contrexéville, Martigny-les-Bains.
- Hôpitaux à Vittel, Neufchâteau, Lamarche, Mattaincourt.

### Cultes
- Culte catholique, Paroisse Saint-Basle-de-la-Plaine[29], Diocèse de Saint-Dié.

## Économie

### Entreprises et commerces

#### Agriculture
- Élevage de vaches laitières.

#### Tourisme
- Hébergements et restauration à Bulgnéville, Contrexéville, Châtenois, Vittel.

#### Commerces
- Commerces et services de proximité.

## Culture locale et patrimoine

### Lieux et monuments

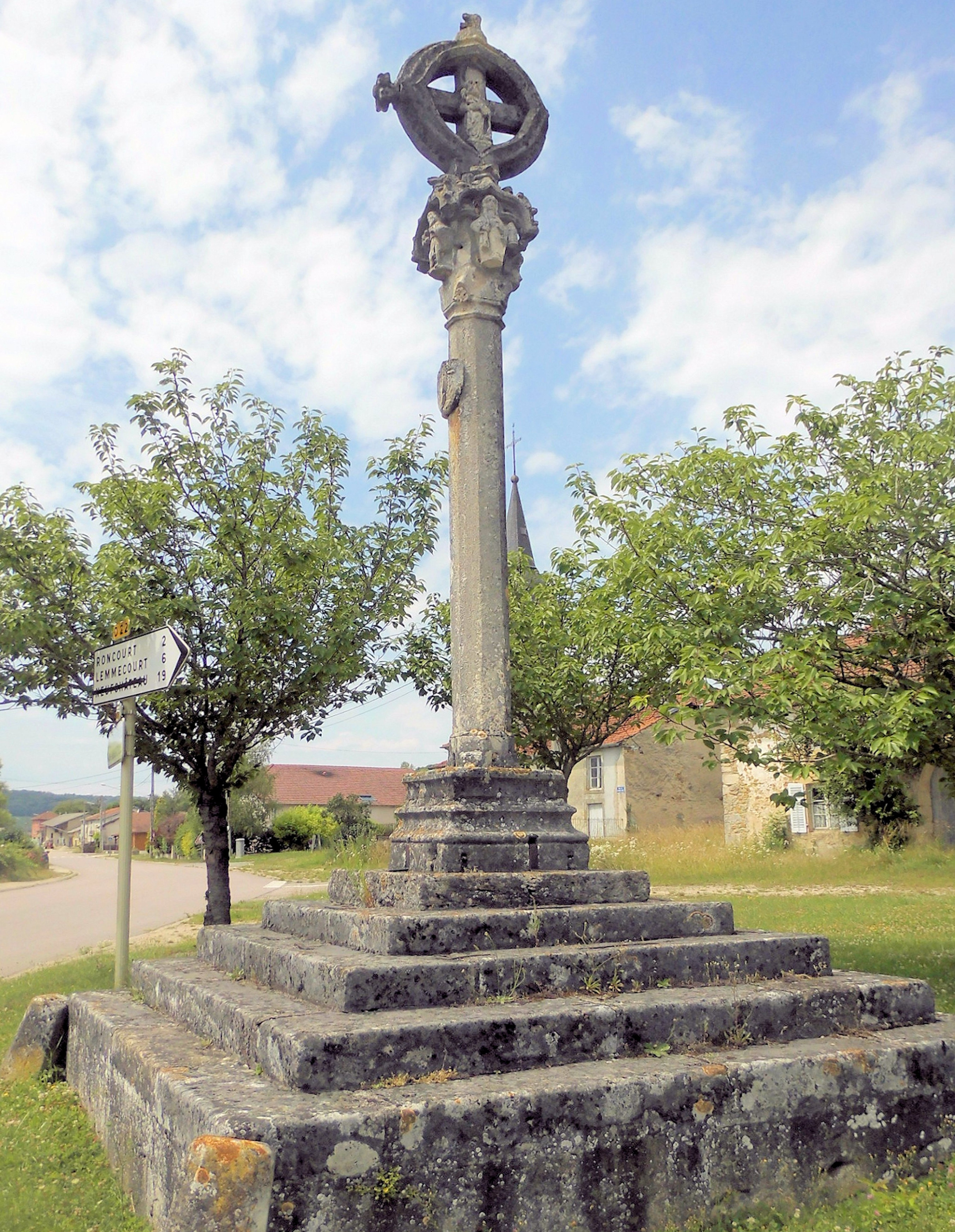
Croix de chemin en pierre du XVIe siècle

- L'église Saint-Laurent[30].

Cinq statues conservées à l'église :
- Saint Roch, sculpture du XVe siècle en pierre, de 1,25 mètre de haut.
- Un saint abbé, sculpture du XVe siècle en pierre, de 1,10 mètre de haut.
- Sainte Anne, sculpture en pierre peinte de la seconde moitié XVIe siècle, de 0,60 mètre de haut.
- Saint Grat, sculpture en bois peint du XVIIIe siècle, de 0,90 mètre de haut.
- Saint Paul, sculpture en bois peint du XVIIIe siècle, de 0,80 mètre de haut.

- Mise au tombeau : sculpture  du XVIe siècle, composée de huit personnages de 1,30 mètre de haut, recouverte de badigeon, jadis probablement polychrome[36],[37].
- Croix de chemin en pierre du XVIe siècle : classée  monument historique par arrêté du 18 août 1913[38].
- Patrimoine architectural rural recensé par le service de l'Inventaire général du patrimoine culturel[39],[40], Nichoirs[41].

### Héraldique, logotype et devise
- Commune sans blason.

## Pour approfondir